# Федерация футбола Саудовской Аравии
Федерация футбола Саудовской Аравии или Саудовская футбольная федерация (араб. الاتحاد السعودي لكرة القدم‎) — организация, осуществляющая контроль и управление футболом в Саудовской Аравии. Располагается в Эр-Рияде. Основана в 1956 году, член ФИФА с того же года, член АФК с 1959 года. В структуру федерации входит главная национальная сборная, молодёжная и юношеские. Также федерация занимается организацией и проведением различных соревнований внутри страны.

## Внутренние соревнования
- Саудовская Премьер-лига
- Саудовский кубок чемпионов
- Кубок наследного принца
- Кубок принца Фейсала (бывш. Кубок Саудовской федерации футбола)
- Первый дивизион Саудовской Аравии по футболу
- Саудовский второй дивизион
- Саудовский третий дивизион
- Молодёжная лига (до 20 лет)
- Юношеская лига (до 17 лет)

## Достижения сборной
Обладатель Кубка Азии: (3)
- 1984, 1988, 1996

Финалист Кубка Азии: (3)
- 1992, 2000, 2007

1/8 финала на чемпионате мира: (1)
- 1994